# Дуганчићи (Соколац)
Дуганчићи су насељено мјесто у општини Соколац, Република Српска, БиХ. На попису становништва 2013. у њему је живјело 1 становника.

## Историја
Насељено мјесто Дуганчићи је до 1992. комплетно припадало предратној општини Олово. Током одбрамбено- отаџбинског рата у Босни и Херцеговини оно се нашло на линији фронта двије зараћене стране. Након овог рата, село је подијељено и дио села се нашао под контролом муслиманских снага, те је припао општини Олово одн. Зеничко- Добојском кантону у саставу Федерације БиХ, а други дио је био под контролом Војске Републике Српске, те је припао општини Соколац у Републици Српској.

## Становништво
| Националност | 1991. |
| Муслимани    | 16    |
| Срби         | 125   |
| Хрвати       | 0     |
| Југословени  | 0     |
| остали       | 0     |
| Укупно       | 141   |